# Mela marcia
| Recensione      | Giudizio |
| --------------- | -------- |
| rockol          | 7/10     |
| La casa del rap | 7,5/10   |

Mela marcia è il secondo album in studio del cantante italiano Chiello, pubblicato il 26 maggio 2023 dalla Island Records.

## Descrizione
Anticipato dai singoli Milano dannata e Puoi fare meglio, il disco è composto da tredici tracce prodotte da Greg Willen, Colombre, Mr. Monkey, B-CROMA e Michelangelo. Questo disco è un concept album la cui tematica principale è l’alienazione dovuta all’uso delle droghe e l’esperienza legata ad esse vissuta dal cantante. Ha debuttato all'undicesimo posto della Classifica FIMI Album e al primo nella Classifica FIMI Vinili.

## Tracce
1. Tutti quanti dormono – 0:39 (Rocco Modello, Tommaso Sabatini)
2. Sparire – 3:06
3. Buonanotte – 3:03 (Rocco Modello, Gregory Taurone, Matteo Novi, Oscar Leo)
4. La mattina dopo – 2:49 (Rocco Modello, Gregory Taurone, Matteo Novi)
5. Glugluglu – 2:44 (Rocco Modello, Giovanni Imparato, Tommaso Sabatini)
6. Milano dannata – 3:15 (Rocco Modello, Michele Zocca, Domenico Venturo)
7. Benzo 1 – 2:30 (Rocco Modello, Daniele Nelli)
8. Benzo 2 – 1:06 (Rocco Modello, Marco Spaggiari, Rocco Giovannoni)
9. Puoi fare meglio – 2:57 (Rocco Modello, Giovanni Imparato, Gregory Taurone, Matteo Novi)
10. A pochi passi – 3:20 (Rocco Modello, Fausto Cigarini, Francesco Bellani, Giovanni Imparato)
11. Tutti i miei idoli sono morti – 4:09 (Rocco Modello, Tommaso Sabatini)
12. Stalattiti – 2:46 (Rocco Modello, Domenico Venturo, Matteo Novi)
13. Algoritmo – 6:51 (Rocco Modello, Francesco Bellani, Giovanni Imparato, Gregory Taurone, Matteo Novi)

## Classifiche
| Classifica (2023) | Posizione massima |
| ----------------- | ----------------- |
| Italia            | 11                |